# Chyliza takagii
Chyliza takagii är en tvåvingeart som beskrevs av Iwasa 1989. Chyliza takagii ingår i släktet Chyliza och familjen rotflugor. Inga underarter finns listade i Catalogue of Life.